# Закордонні візити Віктора Януковича

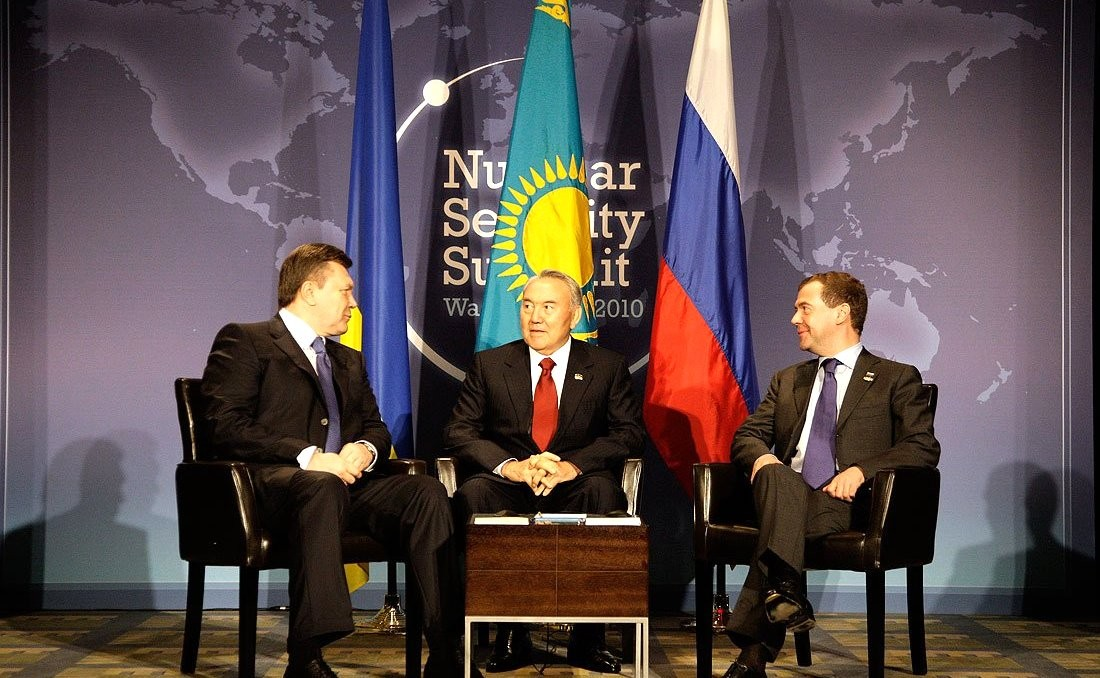
Віктор Янукович під час Саміту з ядерної безпеки разом із Президентом Казахстану Нурсултаном Назарбаєвим та Президентом Росії Дмитром Медвєдєвим у квітні 2010 року.

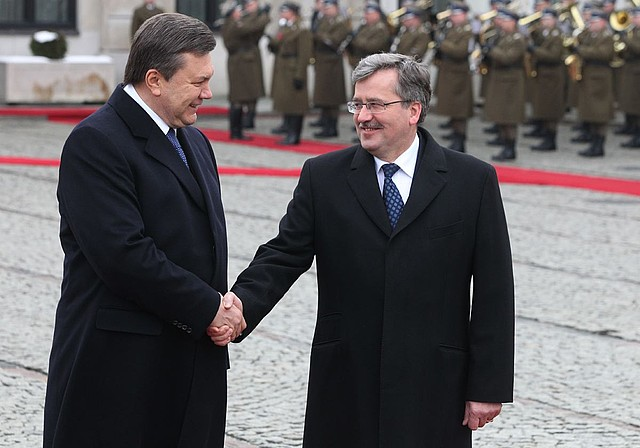
Віктор Янукович із Президентом Польщі Броніславом Комаровським у лютому 2011 року.

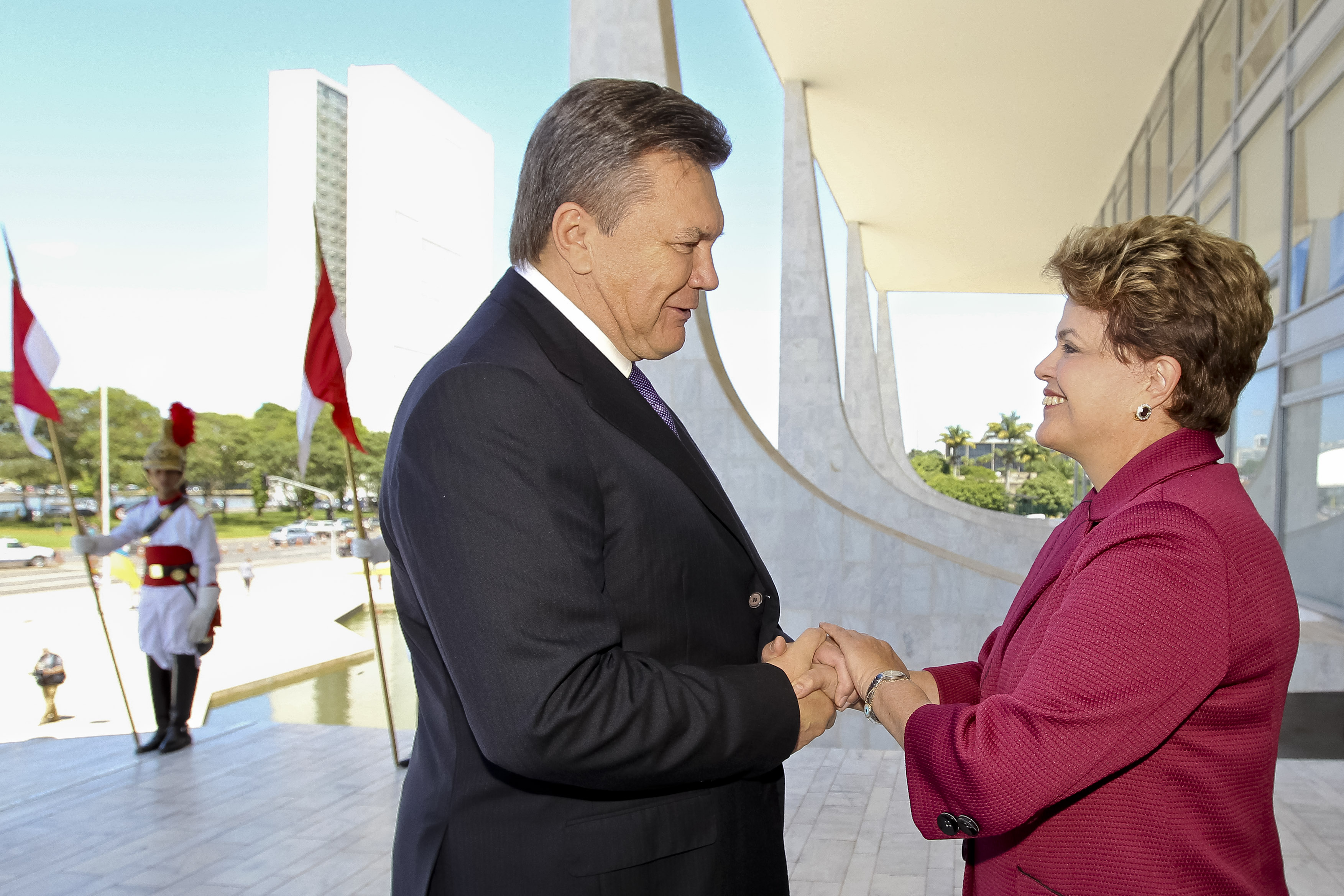
Зустріч Віктора Януковича з Президентом Бразилії Ділмою Русеф під час візиту до Бразилії у жовтні 2011 року.

Список міжнародних візитів Віктора Януковича містить перелік усіх його офіційних поїздок за кордон під час його президентства з 25 лютого 2010 до 22 лютого 2014 року.

## Візити

### 2010
| Країна    | Місце                  | Дати         | Інформація |
| --------- | ---------------------- | ------------ | --- |
| Бельгія   | Брюссель               | 1 березня    | У ході візиту Віктор Янукович зустрівся з керівництвом Європейського Союзу: з президентом Європейської комісії Жозе Мануелем Баррозу, президентом Європейської ради Германом Ван Ромпеєм, президентом Європейського парламенту Єжи Бузеком та верховним представником ЄС із закордонних справ і політики безпеки Кетрін Ештон. Під час зустрічей узгоджувались питання щодо скасування візового режиму для громадян України, а також підготовки Угоди про асоціацію України з ЄС. |
| Росія     | Москва                 | 5 березня    | |
| Казахстан | Астана                 | 7 квітня     | |
| США       | Вашингтон              | 12—13 квітня | |
| Франція   | Страсбург              | 27 квітня    | |
| Білорусь  | Мінськ                 | 29 квітня    | |
| Греція    | Афіни, Салоніки        | 6—7 червня   | |
| Казахстан | Астана                 | 5 липня      | |
| Німеччина | Берлін                 | 30 серпня    | |
| КНР       | Пекін, Гонконг, Шанхай | 1—6 вересня  | |
| США       | Нью-Йорк               | 22 вересня   | |
| Франція   | Париж                  | 7—8 жовтня   | |
| Литва     | Вільнюс                | 14 жовтня    | |
| Бельгія   | Брюссель               | 22 листопада | |
| Казахстан | Астана                 | 1 грудня     | Саміт ОБСЄ в Астані. |
| Латвія    | Рига                   | 15 грудня    | На початку був запланований на 2 дні. |

### 2011
| Країна       | Місце               | Дати                    | Інформація                                                                                  |
| ------------ | ------------------- | ----------------------- | ------------------------------------------------------------------------------------------- |
| Японія       | Токіо, Кіото        | 18—20 січня             | Перерваний через вибухи у Макіївці. Візит планувався до 21 січня з відвідинами міста Осака. |
| Швейцарія    | Давос               | 27—28 січня             |                                                                                             |
| Польща       | Варшава, Гданськ    | 3—4 лютого              |                                                                                             |
| В'єтнам      | Ханой               | 25—27 березня           |                                                                                             |
| Сінгапур     | Сінгапур            | 28—29 березня           |                                                                                             |
| Бруней       | Бандар-Сері-Бегаван | 30—31 березня           |                                                                                             |
| Азербайджан  | Баку                | 28—29 квітня            |                                                                                             |
| Польща       | Варшава             | 27—28 травня            |                                                                                             |
| Словаччина   | Братислава          | 17 червня               |                                                                                             |
| Франція      | Страсбург           | 21 червня               |                                                                                             |
| Польща       | Гданськ             | 30 серпня               |                                                                                             |
| Туркменістан | Ашгабат             | 12—13 вересня           |                                                                                             |
| США          | Нью-Йорк            | 19—23 вересня           |                                                                                             |
| Греція       | Афіни               | 6—7 жовтня              |                                                                                             |
| Куба         | Гавана              | 20—23 жовтня            |                                                                                             |
| Бразилія     | Бразиліа            | 23—25 жовтня            |                                                                                             |
| Польща       | Варшава             | 15 листопада            |                                                                                             |
| Ізраїль      | Тель-Авів           | 30 листопада — 1 грудня |                                                                                             |
| Туреччина    | Анкара              | 22 грудня               |                                                                                             |
| Таджикистан  | Душанбе             | 2—3 вересня             |                                                                                             |

### 2012
| Країна         | Місце    | Дати            | Інформація |
| -------------- | -------- | --------------- | ---------- |
| Швейцарія      | Давос    | 25—27 січня     |            |
| Німеччина      | Мюнхен   | 3—4 лютого      |            |
| Росія          | Москва   | 19—20 березня   |            |
| Південна Корея | Сеул     | 26 березня      |            |
| Йорданія       | Амман    | 16—17 квітня    |            |
| Росія          | Москва   | 15 травня       |            |
| США            | Чикаго   | 21 травня       |            |
| Туреччина      | Анкара   | 5 червня        |            |
| Польща         | Варшава  | 8 червня        |            |
| США            | Нью-Йорк | 24—26 вересня   |            |
| Росія          | Москва   | 22 жовтня       |            |
| Кіпр           | Нікосія  | 8—9 листопада   |            |
| ОАЕ            | Абу-Дабі | 25—27 листопада |            |
| Катар          | Доха     | 27—28 листопада |            |
| Туркменістан   | Ашгабат  | 4—5 грудня      |            |
| Індія          | Нью-Делі | 9—12 грудня     |            |
| Азербайджан    | Баку     | 12 грудня       |            |

### 2013
| Країна       | Місце    | Дати         | Інформація |
| ------------ | -------- | ------------ | ---------- |
| Швейцарія    | Давос    | 23—24 січня  |            |
| Литва        | Вільнюс  | 6 лютого     |            |
| Туркменістан | Ашгабат  | 12—14 лютого |            |
| Польща       | Вісла    | 20 лютого    |            |
| Бельгія      | Брюссель | 25 лютого    |            |
| Росія        | Москва   | 4 березня    |            |
| Польща       | Варшава  | 22 березня   |            |
| Росія        | Сочі     | 26 травня    |            |
| Казахстан    | Астана   | 28—29 травня |            |
| Польща       | Вісла    | 3 липня      |            |
| Польща       | Краків   | 7 жовтня     |            |
| Туреччина    | Анкара   | 9 жовтня     |            |
| Естонія      | Таллінн  | 15 жовтня    |            |
| Білорусь     | Мінськ   | 25 жовтня    |            |
| Австрія      | Відень   | 21 листопада |            |
| Литва        | Вільнюс  | 28 листопада |            |
| КНР          | Пекін    | 3—6 грудня   |            |
| Росія        | Сочі     | 6 грудня     |            |
| Росія        | Москва   | 16—17 грудня |            |

### 2014
| Країна | Місце | Дати       | Інформація |
| ------ | ----- | ---------- | ---------- |
| Росія  | Сочі  | 6—7 лютого |            |